# M

M سیزدهمین حرف از حروف الفبای لاتین است. نام انگلیسی آن «اِم» است.

## در نگارش فارسی
این حرف معادل حرف / م / در الفبای فارسی می‌باشد. این حرف تاریخچه یونانی دارد.

## کاربرد

### اعداد رومی
در اعداد رومی حرف M معادل عدد ۱۰۰۰ است.

### ریاضی
در ریاضی حرف M ممکن است به عنوان نماد عدد بزرگ (-Mega) یا میلیون (Million) باشد. همچنین در برخی مواقع می‌تواند نماد هزارم (-Milli)، مثل میلی‌متر باشد.

### فیزیک
m (کوچک) در دستگاه بین‌المللی یکاها نماد جرم، متر و دقیقه است.

### گرافیک رایانه
حرف M با W متقارن‌نما است.

## نگارخانه

نشان‌واره مک‌دونالد
نشان‌واره موتورولا
نشان‌واره ام‌تی‌وی
امبلم ماریو